# Великий Бельт

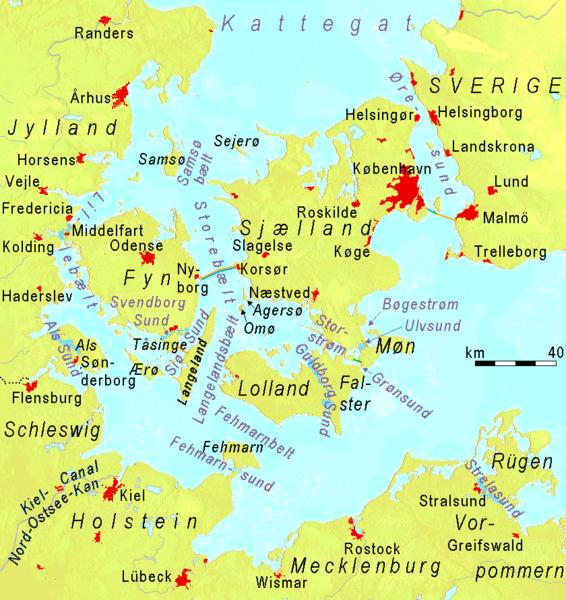
Данські протоки у південно-західній частині Балтійського моря

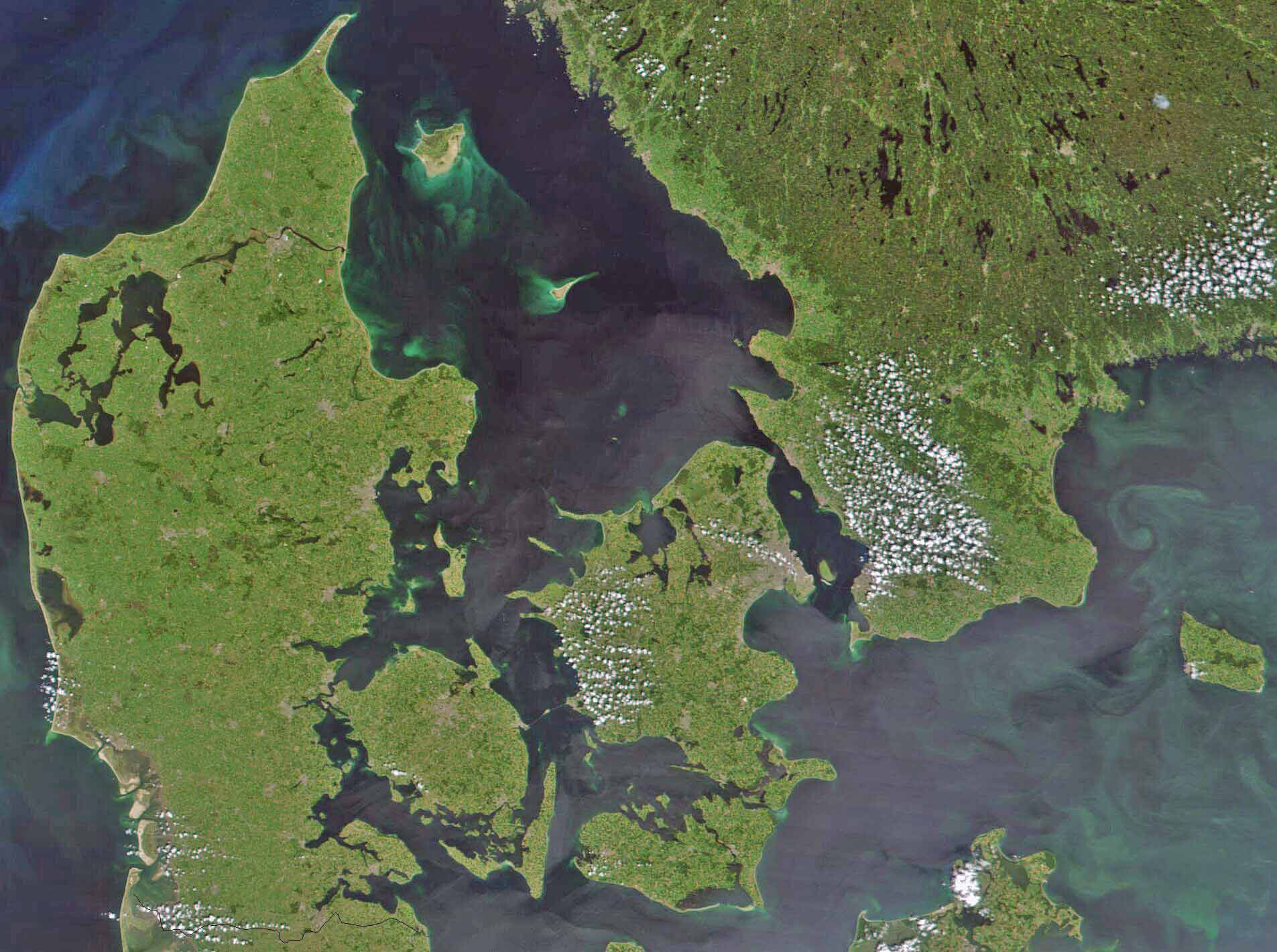
Супутниковий знімок Данії: Великий Бельт по центру

55°19′59″ пн. ш. 11°00′00″ сх. д. / 55.333° пн. ш. 11° сх. д.
Вели́кий Бельт (дан. Storebælt) — протока між данськими островами Зеландія і Фюн. З 1997, між островами через протоку діє Міст Великий Бельт.

## Географія
Великий Бельт є головною з трьох Данських проток, які пов'язують Каттегат і Балтійське море. Дві інші: Ересунн та Малий Бельт.
Великий Бельт має 60 км завдовжки і 16—32 км завширшки. В протоці є два острови: Спрого — на півночі і та Лангеланн на півдні. потоків навколо двох основних островів: Спрого на півночі і Лангеланд на південь. Спрого ділить Великий Бельт на Східний і Західний канали. Через Східний і Західний канали побудовано Міст Великий Бельт, під Східним прокладено також тунель.

## Геологія
У часи що передували попередньому льодовику на цьому місці існувала річка яка скидала воду з басейну Балтійського моря. Так було за часів Ейміанового моря, після якого льодовик покрив цей регіон товщею в декілька км. Сьогоденна топографія повністю після льодовикова.
На дні протоки існують північний і південний пороги. У північній частині існує два V-подібних утворення на глибині більш ніж 50 м. На півдні поріг на глибини 30 м, виступає з річкових та озерних відкладень. Ця конфігурація дає докази того, що протягом більшої частини свого існування Великий Бельт пропускав гірські потоки.
На півночі поріг знаходиться в морі біля північного узбережжя Зеландії. Південний трохи південніше Лангеланну, при вході в Кільську бухту. Фемарн-Бельт з'єднує Кільську бухту з Любецькою бухтою південніше Лолланну. Любецька бухта відкрита в Балтійське море.
Солонувате Іолдійове море мало стік до світового океану через протоку в районі Стокгольма. Близько 10 000 років тому, Іолдійове море прорвало природну греблю й утворило перший Великий Бельт. Він був менше, ніж 1 км в ширину і мав дві протоки що прямували на північ. Протока була заблокована знову підняттям землі, що утворило Анцилове озеро. Лишився лише стік через протоку біля Стокольма яка була закрита 9500—8000 років тому.
Прискорене танення і відновлення рельєфу відбувалося різними темпами в різних місцях, що призвело до деякої нестабільності. До 9200 тому рівень озера піднявся до рівня Дарсового порогу та утворилася нова протока в безпосередній близькості від того, що наразі є «Великий Бельт» (протока між данськими островами Зеландія та Фюн), яку деякі геологи називають Данською річкою.

## Міжнародний водний шлях
Великий Бельт був і є судноплавним для океанічних суден, незважаючи на кілька зіткнень з/біля мосту. Данські ВМС відслідковують рух кораблів Великим Бельтом.
З часів царювання короля Еріка Померанського, данський уряд отримував більшу частину своїх доходів шляхом стягування так званого Бельтового Мита з міжнародних торгових суден, що проходили через Ересунн під загрозою затоплення. Не-данським суднам було заборонено використання будь-яких інших водних шляхів, ніж Ересунн. Судна, які не підкорялись, були затоплені або конфісковані.
З середини XIX століття ця практика завдяки дипломатичним зусиллям була припинена, натомість була запропонована міжнародна фінансова компенсація. Данські водні шляхи, отже, були відкриті для іноземних судів. Східний прохід Великого Бельту є міжнародним водним шляхом, юридично з 1857 року, згідно з Копенгагенською конвенцією. Західна половина Великого Бельту (між Фюн і Спрого) і всі інші частини данських проток є данськими територіальними водами і є під данською юрисдикцією.